# Комсомольская правда (издательский дом)
АО «Комсомо́льская пра́вда» — издательский дом, функционирующий преимущественно на территории России. Полное наименование — Акционерное общество «Издательский дом «Комсомольская правда». Штаб-квартира располагается в городе Москва.

## Собственники и руководство
Крупнейшим бенефициаром ИД «Комсомольская правда» по данным некоторых СМИ является сын основателя «Балтийской Медиагруппы» Сергей Руднов. Он может контролировать минимум 45 % издания.
22 декабря 2016 года у ООО «ЛДВ Пресс»  изменились учредители. Вместо кипрской Darbold Finance Ltd. пакет акций равный  75,1 % стал принадлежать Сергею Руднову. Остальные 24,9 % остались на балансе ООО «Медиа Партнёр». Компания в свою очередь принадлежит Виталию Кривенко и Сергею Орлову.
«ЛДВ Пресс» известна как компания, косвенно владеющая контрольным пакетом АО «Издательский дом «Комсомольская правда». Эту информацию в декабре 2016 года «РВМ Капитала» подтвердил сам Сергей Орлов через пиар-службу.
По его словам эффективная доля в ИД оценивается в 7,5 %. Соответственно, эффективная доля всей «ЛДВ Пресс» в «Комсомольской правде» может достигать 60,2 %. Сергею Руднову через «ЛДВ Пресс» может принадлежать 45,2 %.
Владельцы оставшихся 14,7 % АО ИД «Комсомольская правда» широкой общественности неизвестны. В прессе сообщалось, что миноритариями издания являются его  гендиректор ИД Владимир Сунгоркин и Аркадий Евстафьев, который является гендиректором инвестиционного холдинга «Энергетический союз».

## Деятельность
Печатные СМИ:
- Комсомольская правда (ежедневный и еженедельный выпуски)
- Телепрограмма (еженедельный журнал)

Радио «Комсомольская правда»
Группа сайтов КП-Digital - KP.RU, RADIOKP.RU, TELEPROGRAMMA.ORG

## Награды
- Орден Почёта (24 января 2025 года) — за заслуги в развитии средств массовой информации и многолетнюю плодотворную деятельность[5]